# Mar Menor
Mar Menor este o arie protejată (arie de protecție specială avifaunistică — SPA) din Spania întinsă pe o suprafață de 14.550,39 ha, din care 92 % marine.

## Localizare
Centrul sitului Mar Menor este situat la coordonatele 37°44′11″N 0°46′58″W / 37.7364°N 0.7828°V.

## Înființare
Situl Mar Menor a fost declarat arie de protecție specială avifaunistică în martie 2001 pentru a proteja 116 specii de animale.

## Biodiversitate
Situată în ecoregiunile marină mediteraneană și mediteraneană, aria protejată conține 22 de habitate naturale: Tufărișuri halofile mediteraneene și termo-atlantice (Sarcocornetea fruticosi), Dune de pe litoral fixate cu Crucianellion maritimae, Pante stâncoase calcaroase cu vegetație casmofită, Pseudostepă cu ierburi și specii anuale de Thero-Brachypodietea, Matorral arborescenți cu Zyziphus, Pajiști carstice calcaroase sau bazofile, de Alysso-Sedion albi, Stepe sărăturate mediteraneene (Limonietalia), Recifuri, Tufărișuri halo-nitrofile (Pegano-Salsoletea), Dune mobile cu vegetație embrionară, Pășuni mediteraneene udate de apa mării (Juncetalia maritimi), Galerii și tufărișuri riverane sudice (Nerio-Tamaricetea și Securinegion tinctoriae), Salicornia și alte specii anuale care populează regiunile mlăștinoase și nisipoase, Dune cu vegetație ierboasă Malcolmietalia, Vegetație anuală la limita mareei, Faleze cu vegetație de Limonium spp. endemic de pe coastele mediteraneene, Tufărișuri termo-mediteraneene și de pre-deșert, Bancuri de nisip acoperite în permanență slab de apă marină, Dune cu vegetație ierboasă Brachypodietalia cu specii anuale, Dune cu tufărișuri sclerofile Cisto-Lavenduletalia, Lagune de coastă, Dune mobile de-a lungul țărmului cu Ammophila arenaria („dune albe”).
La baza desemnării sitului se află mai multe specii protejate:
- păsări (113): lăcar mare (Acrocephalus arundinaceus), privighetoare-de-baltă (Acrocephalus melanopogon), fluierar de munte (Actitis hypoleucos), alca (Alca torda), pescăruș albastru (Alcedo atthis), rață sulițar (Anas acuta), rață lingurar (Anas clypeata), rață pitică (Anas crecca), rață fluierătoare (Anas penelope), rață mare (Anas platyrhynchos), rață pestriță (Anas strepera), fâsă de pădure (Anthus spinoletta), stârc cenușiu (Ardea cinerea), stârc roșu (Ardea purpurea), stârc galben (Ardeola ralloides), pietruș (Arenaria interpres), ciuf de câmp (Asio flammeus), rață-cu-cap-castaniu (Aythya ferina), buhai de baltă (Botaurus stellaris), Bubulcus ibis, pasărea ogorului (Burhinus oedicnemus), șorecarul comun (Buteo buteo), ciocârlie-cu-degete-scurte (Calandrella brachydactyla), Calidris alba, fugaci de țărm (Calidris alpina), Calidris canutus, fugaci roșcat (Calidris ferruginea), fugaci mic (Calidris minuta), prundăraș de sărătură (Charadrius alexandrinus),  prundaș gulerat mic (Charadrius dubius), prundaș gulerat mare (Charadrius hiaticula), chirighiță-cu-obraz-alb (Chlidonias hybridus), chirighiță neagră (Chlidonias niger), șerpar (Circaetus gallicus), erete de stuf (Circus aeruginosus), erete vânăt (Circus cyaneus), erete cenușiu (Circus pygargus), porumbel gulerat (Columba palumbus), dumbrăveancă (Coracias garrulus), prepeliță (Coturnix coturnix), egretă albă (Egretta alba), egretă mică (Egretta garzetta), șoim de iarnă (Falco columbarius), șoim călător (Falco peregrinus), vânturel roșu (Falco tinnunculus), cinteză (Fringilla coelebs), lișiță (Fulica atra), ciocârlan (Galerida cristata), becațină comună (Gallinago gallinago), găinușă de baltă (Gallinula chloropus), pescăriță râzătoare (Gelochelidon nilotica), ciovlica roșcată (Glareola pratincola), scoicar (Haematopus ostralegus), acvilă pitică (Hieraaetus pennatus), piciorong (Himantopus himantopus), stârc pitic (Ixobrychus minutus), capîntortură (Jynx torquilla), Larus audouinii, pescăruș negricios (Larus fuscus), Larus genei, pescăruș-cu-cap-negru (Larus melanocephalus), Larus michahellis, pescăruș râzător (Larus ridibundus), sitar de mal nordic (Limosa lapponica), sitar de mâl (Limosa limosa), grelușel-de-zăvoi (Locustella luscinioides), gușă albastră (Luscinia svecica), becațină mică (Lymnocryptes minimus), Marmaronetta angustirostris, rață neagră (Melanitta nigra), ciocârlie de bărăgan (Melanocorypha calandra), Mergus serrator, prigoare (Merops apiaster), codobatura galbenă (Motacilla flava), muscar sur (Muscicapa striata), culic mare (Numenius arquata), Numenius phaeopus, stârc de noapte (Nycticorax nycticorax), pietrar mediteranean (Oenanthe hispanica), pietrar sur (Oenanthe oenanthe), ciuf-pitic (Otus scops), vultur pescar (Pandion haliaetus), cormoran mare (Phalacrocorax carbo), bătăuș (Philomachus pugnax), Phoenicopterus ruber, codroșul de pădure (Phoenicurus phoenicurus), lopătar (Platalea leucorodia), ploier auriu (Pluvialis apricaria), ploier argintiu (Pluvialis squatarola), corcodel mare (Podiceps cristatus), corcodel-cu-gât-negru (Podiceps nigricollis), Porphyrio porphyrio, cristei de baltă (Rallus aquaticus), ciocântors (Recurvirostra avosetta), pițigoi-pungar (Remiz pendulinus), lăstun de mal (Riparia riparia), mărăcinar (Saxicola rubetra), chiră mică (Sterna albifrons), chiră de baltă (Sterna hirundo), chiră de mare (Sterna sandvicensis), turturică (Streptopelia turtur), silvie roșcată (Sylvia cantillans), Sylvia conspicillata, silvie de tufiș (Sylvia undata), corcodel mic (Tachybaptus ruficollis), călifar alb (Tadorna tadorna), fluierar negru (Tringa erythropus), fluierar de mlaștină (Tringa glareola), fluierar cu picioare verzi (Tringa nebularia), fluierarul de zăvoi (Tringa ochropus), fluierarul cu picioare roșii (Tringa totanus), pupăză (Upupa epops), nagâț (Vanellus vanellus)
- mamifere (2): liliac cu aripi lungi (Miniopterus schreibersii), liliac cu picioare lungi (Myotis capaccinii)
- pești (1): Aphanius iberus

Pe lângă speciile protejate, pe teritoriul sitului au mai fost identificate 29 de specii de plante, 44 de specii de păsări, 1 specie de amfibieni, 3 specii de mamifere, 19 specii de nevertebrate, 9 specii de pești, 7 specii de reptile.